# Tervola vasútállomás
Tervola vasútállomás Finnországban, Tervola településen található.

## Vasútvonalak
Az állomást az alábbi vasútvonalak érintik:
- Kemi–Kandalakscha-vasútvonal

## Kapcsolódó állomások
A vasútállomáshoz az alábbi állomások vannak a legközelebb:
- Törmä railway station (délnyugat)
- Koivu railway station (északkelet)